# Mantella bernhardi
A Mantella bernhardi   a kétéltűek (Amphibia) osztályába és  a békák (Anura) rendjébe aranybékafélék (Mantellidae) családjába tartozó faj.

## Előfordulása
Madagaszkár endemikus faja. A sziget délkeleti részén 60–630 m-es tengerszint feletti magasságban honos a Manombo speciális természetvédelmi területen és a Ranomafana Nemzeti Parkban.

## Nevének eredete
A fajt Bernhard Meier német biológus tiszteletére nevezték el.

## Megjelenése

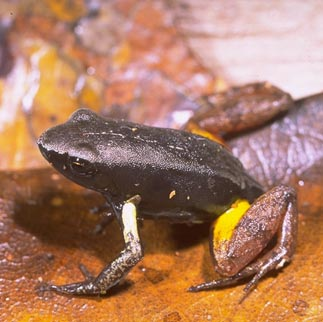

A legkisebb ismert Mantella faj. A hímek hossza 19 mm, a nőstényeké 19–22 mm.  Feje és háta sötét szürke vagy barna, háta közepén időnként vékony sávval. Mellős végtagjának felső része sárgás, a hátsóé  élénk sárga, alsó részük barna. íriszének felső része enyhén pigmentált. Hasi oldala fekete, néhány nagy méretű szabálytalan alakú kék mintával. Torkán jellegzetes, patkó alakú minta látható. lábainak hasi oldala narancs színű.
Hasonló faj: Mantella haraldmeieri, amely nagyobb méretű és torkáról hiányzik a patkó alakú minta.

## Természetvédelmi helyzete
A vörös lista a sebezhető fajok között tartja nyilván. Elterjedési területe valószínűleg kisebb mint 500 km² és erősen fragmentált, az élőhelyét nyújtó erdők pusztulnak, a kifejlett egyedek száma valószínűleg szintén csökkenő tendenciát mutat.